# Fosso Cavaliere (Cittanova)
Fosso Cavaliere (Cittanova) este o arie protejată (arie specială de conservare — SAC, sit de importanță comunitară — SCI) din Italia întinsă pe o suprafață de 20 ha, integral pe uscat.

## Localizare
Centrul sitului Fosso Cavaliere (Cittanova) este situat la coordonatele 38°20′59″N 16°05′52″E / 38.349722°N 16.097778°E.

## Înființare
Situl Fosso Cavaliere (Cittanova) a fost declarat sit de importanță comunitară în septembrie 1995 pentru a proteja 1 specie de plante. Situl a fost protejat și ca arie specială de conservare în iunie 2017.

## Biodiversitate
Situată în ecoregiunea mediteraneană, aria protejată conține 4 habitate naturale: Izvoare petrifiante cu formare de travertin (Cratoneurion), Păduri de Castanea sativa, Păduri de Quercus ilex și Quercus rotundifolia, Păduri pe pante, grohotișuri și ravene de Tilio-Acerion.
La baza desemnării sitului se află o specie protejată de  plante: Woodwardia radicans.
Pe lângă speciile protejate, pe teritoriul sitului au mai fost identificate 5 specii de plante, 1 specie de reptile.